# En vivo en el Río de la Plata
En vivo en el Río de la Plata es un álbum recopilatorio del cantautor uruguayo Jaime Roos. Se encuentran en el disco canciones grabadas en vivo en distintas actuaciones dadas por el artista entre 2008 y 2013 en Uruguay y Argentina.
El material del que se sacaron las grabaciones proviene de cuatro actuaciones distintas, sin agregados de música en el estudio. Los escenarios en los que se grabaron las actuaciones fueron el Teatro de Verano Ramón Collazo, el Teatro Solís, el Auditorio Adela Reta y el estadio Luna Park.
El disco fue nominado en 2015 a un Premio Graffiti como "Mejor álbum en vivo" y a un Premio Gardel como "Mejor Álbum de Artista de Canción Testimonial y de Autor".

## Lista de canciones
Todas las canciones fueron compuestas por Jaime Roos salvo las indicadas.
1. Amor Profundo (Alberto Wolf)
2. Tal Vez Cheché
3. El Hombre De La Calle
4. Postales Para Mario
5. Golondrinas (letra de Mauricio Rosencof)
6. Good-Bye (El Tazón De Té)
7. Esquela
8. Luces En El Calabró
9. Catalina
10. Lluvia Con Sol
11. Nadie Me Dijo Nada
12. Adiós Juventud
13. Los Olímpicos
14. Brindis Por Pierrot
15. De La Canilla (letra de Raúl Castro)
16. Nombre De Bienes (Eduardo Mateo)
17. Una Vez Más